# Maciejów (Kluczbork)
Maciejów (deutsch Matzdorf) ist ein Ort der Gmina Kluczbork in der Woiwodschaft Opole in Polen.

## Geographie
Maciejów liegt im nordwestlichen Teil Oberschlesiens im Kreuzburger Land. Maciejów liegt rund zehn Kilometer nordöstlich vom Gemeindesitz Kluczbork und etwa 58 Kilometer nordöstlich der Woiwodschaftshauptstadt Oppeln.
Südlich des Dorfes fließt die Baryczka (Bartsch-Bach).
Nachbarorte von Maciejów sind im Norden Pszczonki (Schonke), im Südosten Pakoszów (Donnersmark) und Kobyla Góra (Wesendorf), im Süden Kujakowice Górne (Ober Kunzendorf) und im Westen Łowkowice (Lowkowitz).
In der Mitte zwischen Maciejów und Pakoszów liegt Lipowa (Lindenhof).

## Geschichte

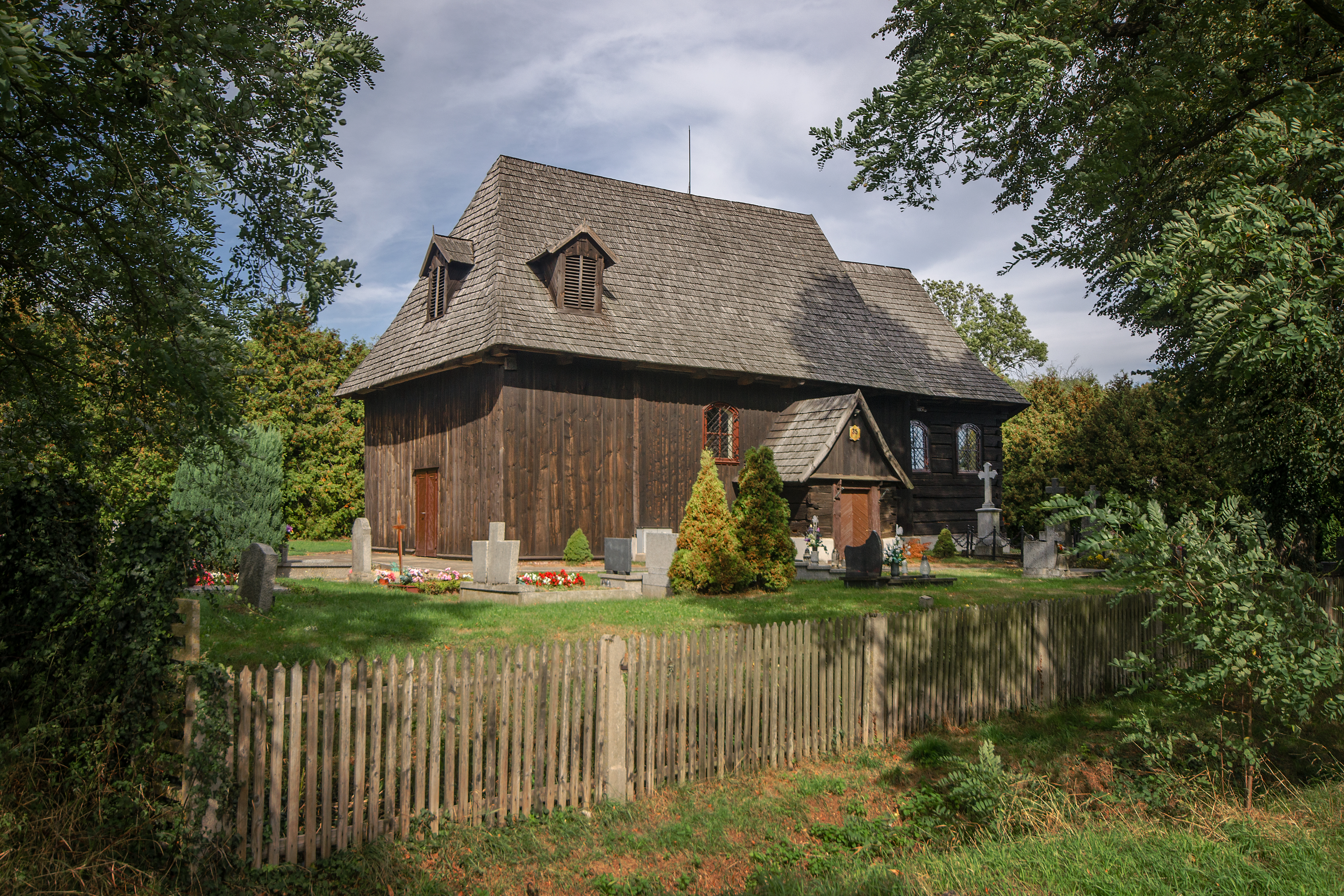
Schrotholzkirche

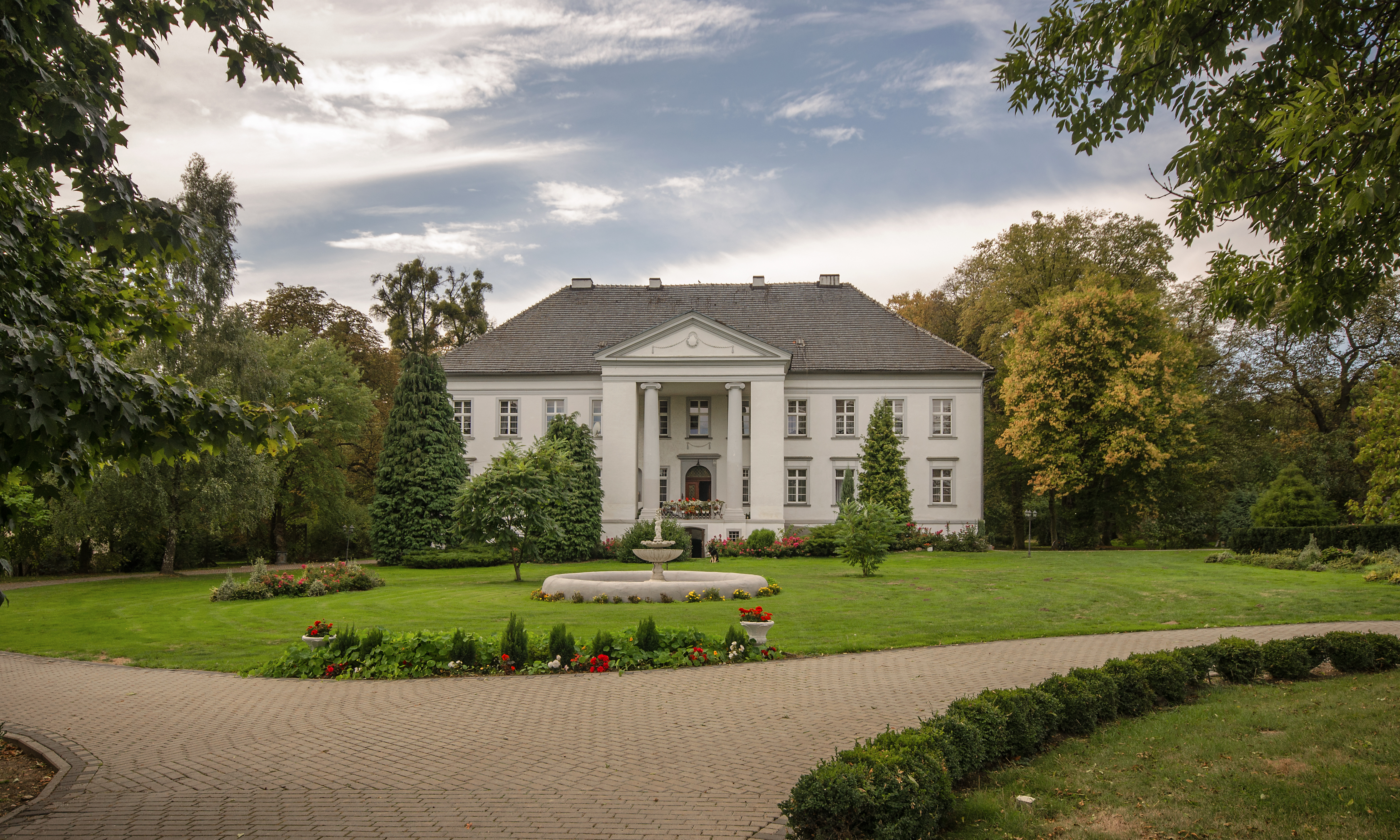
Schloss Matzdorf

Das Dorf Matzdorf wurde erstmals 1409 als Mathiasdorf erwähnt. 1466 wird im Dorf eine Schrotholzkirche mit drei Glocken errichtet.
1790 wurde das Schloss Matzdorf und 1836 eine Schule im Dorf eingerichtet. 1845 befanden sich im Dorf eine evangelische Kirche, eine evangelische Schule, ein Schloss, eine Brennerei sowie weitere 36 Häuser. Im gleichen Jahr lebten in Matzdorf 422 Menschen, davon 165 evangelisch und 7 jüdisch. 1869 lebten in Matzdorf 418 Menschen. 1874 wird der Amtsbezirk Matzdorf gegründet. Erster Amtsvorsteher war Rittergutsbesitzer Oscar von Rothkirch. Zwischen 1874 und 1906 lebte Johann Dzierzon in Matzdorf, wo er seine Bienenforschung weiter betrieb.
1933 lebten in Matzdorf 355, 1939 wiederum 338 Menschen. Bis 1945 gehörte das Dorf zum Landkreis Kreuzburg O.S.
Als Folge des Zweiten Weltkriegs fiel Matzdorf 1945 wie der größte Teil Schlesiens unter polnische Verwaltung. Nachfolgend wurde der Ort in Maciejów umbenannt und der Woiwodschaft Schlesien angeschlossen. 1950 wurde es der Woiwodschaft Oppeln eingegliedert. 1999 kam der Ort zum neu gegründeten Powiat Kluczborski (Kreis Kreuzburg).

## Sehenswürdigkeiten
- Die evangelische Christkönigskirche ist eine Schrotholzkirche und wurde im 16. Jahrhundert errichtet. Bereits zuvor stand seit 1466 an gleicher Stelle eine Holzkirche. Der barocke Hochaltar wurde 1696 errichtet. Die Kirche steht seit 1953 unter Denkmalschutz.[8]
- Das Schloss Matzdorf wurde zwischen 1790 und 1800 im Stil des Klassizismus nach einem Entwurf des Architekten Carl Gotthard Langhans errichtet. Letzter Schlossherr war Kurt Dober. Nach 1945 verfiel das Schloss zu einer Ruine. 1982 begannen erste Sanierungsmaßnahmen, nachdem das Schloss in private Hand gelangte. 2006 wurde das Schloss komplett saniert.[6] Seit 1964 steht das Gebäude unter Denkmalschutz.[8]
- Der 3,5 Hektar große Schlosspark besitzt einen alten Baumbestand.[6] 1976 wurde die Parkanlage unter Denkmalschutz gestellt.[8]

## Vereine
- Miodowa Kraina – Bienenzuchtverein[9]

## Persönlichkeiten
- Johann Dzierzon (1811–1906) – Priester und Bienenforscher, lebte von 1874 bis 1906 in Matzdorf